# رافائل گوئریرو
رافائل گوئریرو (انگلیسی: Raphaël Guerreiro؛ ۲۲ دسامبر ۱۹۹۳) بازیکن فوتبال اهل پرتغال است که برای باشگاه فوتبال بایرن مونیخ بازی می‌کند.

در ژوئن ۲۰۱۶ او با قراردادی چهار ساله با مبلغ ۱۲ میلیون یورو به بوروسیا دورتموند پیوست. او در آغاز زیر نظر توماس توخل بیشتر به عنوان هافبک بازی می‌کرد و سپس به پست مدافع کناری منتقل شد.
با اینکه وی متولد فرانسه است، در تیم ملی بزرگسالان پرتغال و زیر ۲۱ ساله‌های آن بازی کرده‌است.
گریرو در سال ۲۰۱۵ در تیم منتخب مسابقات جام ملت‌های زیر ۲۱ سال اروپا قرار گرفت.
او که از پدری پرتغالی و مادری فرانسوی متولد شده، تا سن ۲۲ سالگی در فرانسه در تیم‌های مختلف فرانسوی مشغول بازی بوده و منتظر دعوت تیم ملی فرانسه شده بود اما او به تیم امید این کشور دعوت نشد و بنا به در خواست پدر خود راهی تیم ملی امید پرتغال شد و درخشش قابل توجهی داشت که همین امر باعث شد او توسط سانتوس به تیم ملی پرتغال دعوت شود و جای خالی فابیو کوئنترائو را پر کند. بازی‌های خوب او برای پرتغال در یورو ۲۰۱۶ باعث شد او در فینال مقابل فرانسه کشوری که در آن بزرگ شده، قرار بگیرد و در نهایت با تیم پرتغال موفق شد فرانسه را در خاک خودش شکست بدهد. گریرو بعد از بازی گفته بود آن شب غمگین‌ترین و خوشحال‌ترین آدم دنیا بوده‌است.

## افتخارات

### باشگاهی

#### بایرن مونیخ
- بوندس‌لیگا (۱): ۲۰۲۴-۲۵

#### بروسیا دورتموند
- جام حذفی فوتبال  آلمان: ۲۰۱۶-۱۷، ۲۰۲۰-۲۰۲۱
- سوپر جام فوتبال آلمان: ۲۰۱۹

### ملی
- جام ملت‌های اروپا: ۲۰۱۶
- لیگ ملت‌های اروپا ۲۰۱۸-۱۹